# 戦記
戦記（せんき）とは、戦争記録およびそれを題材にした創作のこと。
日本では古くは鎌倉時代の平家物語までさかのぼることができ、今日まで受け継がれている歴史小説や伝記，自伝の一形態である。軍記物語なども含まれる。

## 解説
戦争を扱うことが特徴であり、国家レベルから個々の兵士まで題材にされる範囲は広い。基本的には史実が扱われるが、架空の人物の視点から史実を捉え直したものや、歴史の if を問う作品も存在する。軍人又は軍属としての実体験を作者が記したものも多い。（平家物語は琵琶法師による口伝であるし、20世紀中盤以降の戦争では当事者がまだ生存しているため新たな作品が現在でも生まれている。）
歴史を研究する上では当事者の証言の一つとして参考とはされることがあるものの、創作との境目が曖昧な場合があることから史料としての信頼性については議論となることも多い。
戦争に題材を取った創作作品のうち、特に事実関係に大胆な創作を織りまぜたものは仮想戦記と呼ばれるジャンルとなっている。架空戦記と一言で言ってもその内容は千差万別で、何か一つの出来事が史実と違っていたら歴史がどうなっていたかを真摯に追求したものから、登場する兵器や人物が実在していただけで内容的には全く史実を無視したSFに分類すべき内容のもの、作品内ですら論理的な整合性に欠けた荒唐無稽なものまで幅広い。
なお、SF、ファンタジーの世界で〜戦記と名付けた作品も多い（ゲド戦記、新機動戦記ガンダムWなど）が、これらはジャンルとしての戦記とは区別される。